# ظفير (اسم)
ظفير هو اسم علم مذكر من أصل عربي، ومعناه هو الذي لا يقدم على أمر إلا فاز به.و هو ايضًا اسم قبيلة الظفير العريقة  و هو ايضًا اسم قبيلة الظفير العريقة

## وصلات خارجية
- موسوعة السلطان قابوس لأسماء العرب نسخة محفوظة 5 أبريل 2019 على موقع واي باك مشين.